# La Palma, Chietla
La Palma är en ort i Mexiko.   Den ligger i kommunen Chietla och delstaten Puebla, i den sydöstra delen av landet, 120 km sydost om huvudstaden Mexico City. La Palma ligger 1 100 meter över havet och antalet invånare är 238.
Terrängen runt La Palma är kuperad söderut, men norrut är den platt. Runt La Palma är det ganska glesbefolkat, med 28 invånare per kvadratkilometer. Närmaste större samhälle är Axochiapan, 16,1 km väster om La Palma. I omgivningarna runt La Palma växer huvudsakligen savannskog.